# Liste der Mitglieder der National Academy of Sciences/1864
Im Jahr 1864 wählte die National Academy of Sciences der Vereinigten Staaten 13 Personen zu ihren Mitgliedern.

## Neugewählte Mitglieder
- F. W. A. Argelander (1799–1875)
- Spencer F. Baird (1823–1887)
- L. Elie de Beaumont (1798–1874)
- David Brewster (1781–1868)
- Robert W. Bunsen (1811–1899)
- Michel Chasles (1793–1880)
- John Call Dalton (1825–1889)
- Michael Faraday (1791–1867)
- William R. Hamilton (1805–1865)
- Leo Lesquereux (1806–1889)
- Henri Milne-Edwards (1800–1885)
- G. A. A. Plana (1781–1864)
- Karl E. von Baer (1792–1876)